# Yohana Cobo

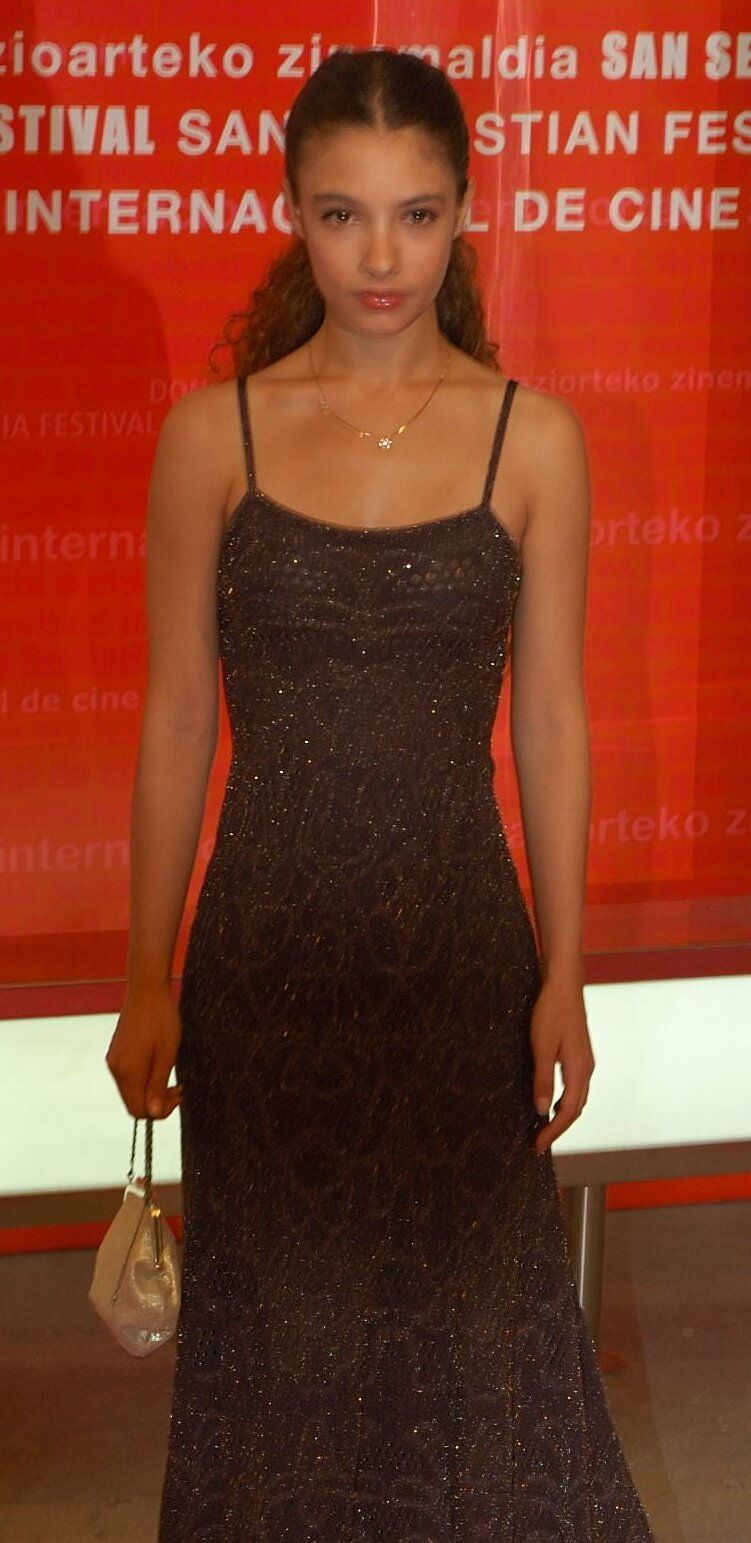
Cobo na MFF w San Sebastián (2006)

Yohana Cobo (ur. 12 stycznia 1985 w Madrycie) – hiszpańska aktorka filmowa. Laureatka zbiorowej nagrody dla najlepszej aktorki podczas 59. MFF w Cannes - wraz z Penélope Cruz, Carmen Maurą, Lolą Dueñas, Blancą Portillo i Chus Lampreave otrzymała ją za rolę w filmie Volver (2006) w reżyserii Pedro Almodóvara. Aktorka wcieliła się w filmie w postać Pauli, nastoletniej córki Raimundy (Penélope Cruz), chociaż w rzeczywistości obie aktorki dzieli różnica zaledwie 11 lat.

## Filmografia
Filmy fabularne
- 2009: Bullying jako Ania
- 2008: Vlog jako Helena
- 2007: Canciones de amor en Lolita's Club jako Djasmina
- 2007: El monstruo del pozo jako Ajo
- 2006: Piasek w kieszeniach (Arena en los bolsillos) jako Jeny
- 2006: Volver jako Paula
- 2005: Wycieczka szkolna (Fin de curso) jako Noa
- 2005: Las llaves de la independencia jako Teresita
- 2004: To tylko człowiek (Seres queridos) jako prostytutka #2
- 2004: Siódmy dzień (El Séptimo día) jako Isabel Jimenez
- 2003: Znaki życia (La Vida mancha) jako Sara
- 2002: Tancerz (The Dancer Upstairs) jako Terrorystka (niewymieniona w czołówce)
- 2002: Wielki Tydzień (Semana Santa) jako Młoda Dona Catalina
- 2001: Boskie jak diabli (Sin noticias de Dios)
- 2000: Aunque tú no lo sepas jako Ana
- 1997: Campeones

Seriale telewizyjne
- 2003: Código fuego jako Almudena
- 2002-2005: El comisario jako Natalia Moreno Hurtado
- 2002: Javier ya no vive solo
- 2002: Hospital Central jako Sonia
- 1999: El último verano jako Idoya
- 1998: Hermanas jako Blanca
- 1997: Querido maestro jako Cristina / Maite
- 1996: Tres hijos para mí solo
- 1996: Canguros jako Paula
- 1995: ¡Ay, Señor, Señor! jako Azucena